# Cangahua (parroquia)
Cangahua es una de las parroquias rurales más antiguas del cantón Cayambe (Ecuador) y está situada al sureste del cantón. Fue Creada el 29 de octubre de 1790. Con una superficie de 332,35 km², de acuerdo a la información del Instituto  Nacional de Estadística y Censo (INEC).
En el suroeste de la parroquia de Cangahua está el volcán inactivo Pambamarca, en cuyo páramo a mediados del segundo milenio se construyeron pucarás, posiblemente por los indios caranquis o por los incas.
Los lugares más representativos turísticos son: 
- Fortalezas de Pambamarca: Complejo Arqueológico.
- Pucará de Quitoloma: Construcción pre incásica de forma circular de piedra, en donde los Kayambis resistieron la invasión de los Inkas por más de 17 años.
- MITAD DEL MUNDO GUACHALÁ: Lugar exacto que indica la latitud 0,0,0.

Esta parroquia consta de 42 comunidades, una de ellas es la comunidad de La Josefina, la cual se encuentra ubicada al norte de la parroquia a las riveras del río Guachala, con una población de 16.231 personas.
Expresiva y cultural.- Cada 29 y 30 de junio se celebran las fiestas del Sol o Inti Raymi, con la singular toma de la plaza.